# R.F. Cleves AB

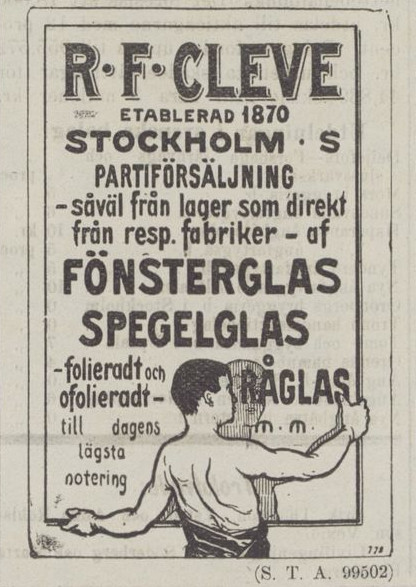
Annons från 1902.

R.F. Cleves AB var en svensk tillverkare av och grossist för planglas.
Företaget grundades 1870 av Reinhold Fredrik Cleve. En fabrik för sandslipning av glas uppfördes på Liljeholmen. Vid Skandinaviska industri- och slöjdutställningen i Malmö 1881 mottog han en guldmedalj. Cleve avled 1889. Rörelsen drevs därefter av hans änka Maria Bernhardina Cleve fram till 1893 när Ernst Hjalmar Fagerström tog över som firmatecknare.
Fagerström var drivande i att etablera en trust inom den svenska fönsterglasindustrin. Denna formaliserades i december 1902 genom bildandet av Förenade fönsterglasbrukens aktiebolag med Fagerström som verkställande direktör. En förutsättning för detta var att Fagerström skulle överlämna R.F. Cleve. Detta skedde genom att firman år 1905 bolagiserades under namnet R.F. Cleves Aktiebolag och Arvid Gustaf Moberger blev dess vd. Moberger hade anställts av R.F. Cleve 1898 och var dessförinnan 1890–1898 anställd av G. Johanson, Kosta Glasmagasin, som också ägdes av Fagerström.
I maj 1904 etablerade företaget en filial i Malmö, R.F. Cleves Filial. Denna blev sedermera ett fristående företag som 1933 bytte namn till Glasaktiebolaget Erik Lindberg, senare kallat Glas Lindberg.
Arvid Gustaf Moberger avled 1944. Han efterträddes av sonen Harry Arvid Moberger. Harry Moberger avled 1964 och efterträddes av Bertil Häggmark, långvarig disponent i företaget.
Den 1 augusti 1971 togs företaget över av konkurrenten Söderberg & Haak, som då ingick i Ratos. Den 15 juli 1972 fusionerade bolagen under namnet Söderberg & Cleve AB. Företaget såldes till Emmaboda glasverk 1974. Det följde 1976 med upp i Scan-Gobain när St. Gobain och Gränges konsoliderade sin planglasverksamhet i Skandinavien. Företaget blev helägt av St. Gobain kort därefter.